# Pedro José Frías (jurista)
 Pedro José Frías (Córdoba, provincia de Córdoba, Argentina, 24 de mayo de 1919 - ibídem, 2 de abril de 2011) fue un abogado, constitucionalista y ministro de la Corte Suprema de Justicia de Argentina. Su padre, del mismo nombre, fue gobernador de Córdoba por el Partido Demócrata Nacional entre 1932 y 1936.

## Actuación pública
Hizo sus estudios secundarios en el Colegio Monserrat, donde obtuvo el premio "Duarte Quirós" que se otorga al bachiller de mejor promedio. Luego continuó en la Facultad de Derecho de la Universidad Nacional de Córdoba, se recibió de abogado en 1943 y obtuvo su doctorado al año siguiente con una tesis sobre El ordenamiento legal de los partidos políticos.
Militó en la Acción Católica y en el Partido Demócrata Cristiano, por el cual fue candidato a constituyente en 1957 y a gobernador tiempo después.
Fue embajador en Bélgica y Luxemburgo entre 1963 y 1964 y ante la Santa Sede y la Soberana Orden Militar de Malta, desde 1966 hasta 1970.
El 2 de abril de 1976 fue designado por el dictador Jorge Rafael Videla para integrar la Corte Suprema de Justicia de la Nación y compartió el Tribunal, en distintos momentos con Abelardo Rossi, Federico Videla Escalada, Alejandro Caride, Adolfo Gabrielli, Horacio H. Heredia, Emilio Miguel Roberto Daireaux, Elias Guastavino, César Black, Carlos Alfredo Renom, Emilio Pedro Gnecco, Julio José Martínez Vivot. Renunció al cargo en noviembre de 1981, por enfermedades graves en su familia.
Fue designado consultor de la mediación papal realizada entre 1979 y 1980 por el conflicto entre Argentina y Chile por la determinación de límites en la zona del Canal de Beagle.
Fue Miembro de la Comisión Asesora Honoraria del Ministerio de Relaciones Exteriores sobre
relaciones de Iglesia y Estado; miembro de la misión oficial argentina a la Coronación de Paulo VI.
Su prédica federalista lo distinguió como un ferviente defensor de las autonomías provinciales, siendo un hacedor, más que un teórico y un jurista lúcido y realista, en vez de un iluso o un diletante.  
La aguda inteligencia de Don Pedro era acompañada por una sagacidad de análisis político ciertamente rara de ver en un intelectual, que llevaba inserta una visión de largo plazo de los problemas de nuestro país y Latinoamérica, lo que lo transformó en hombre de consulta de numerosos gobernadores y funcionarios de importancia de nuestro país, a la par que hizo que lo nombraran para ejercer importantísimos cargos públicos, que invariablemente ejerció con acierto, decoro y gran eficacia.  
Como juez de la CSJN se recuerdan excepcionales votos suyos, que alumbraron líneas de pensamiento que se asentaron en la jurisprudencia de la propia Corte y de los tribunales inferiores, como la doctrina de las consecuencias efectivas de las decisiones judiciales, siendo hoy un principio indiscutible que los jueces no pueden refugiarse en una reiteración literal de normas, sin otear las consecuencias efectivas que sus decisiones habrán de tener en la realidad y en la vida de los justiciables. .  
En el memorable voto que redactara de propia mano con el gran civilista Elías P. Guastavino, en el caso "Saguir y Dib, Claudia Graciela", del 6 de noviembre de 1980 (publicado en Fallos 302: 1284 y ss.), Pedro Frías dejó marcada la senda que transitarían numerosos fallos judiciales posteriores, en materia de interpretación de la ley, de capacidad de las personas, de ejercicio de los derechos, sino que además humanizó y enalteció la función judicial, al consagrar el norte de la obtención de resultados axiológicamente valiosos como cometido esencial de la misión judicial,

## Actuación en universidades
En la Universidad Nacional de Córdoba, donde enseñó Derecho Constitucional, ocupó los cargos de consejero y de vicedecano, y fue designado Profesor emérito y doctor honoris causa.
En la Universidad Católica de Córdoba dolaboró desde su fundación, desempeñándose por algunos años
como profesor de Derecho Constitucional. También ha sido Profesor extraordinario de varias universidades del país y del extranjero.

## Participación en instituciones
Fue miembro del Consejo Argentino para las Relaciones Internacionales y de las Academias Nacionales de Ciencias Morales y Políticas -donde fue vicedirector-, de Educación, de Derecho y Ciencias Sociales de Buenos Aires y de la de Córdoba, en la cual fue designado presidente honorario y fundó el Instituto de Federalismo de la Academia. Perteneció además a Academias de Roma y de Madrid.
Fue codirector y Director del Instituto de Política Ambiental hasta 2002.
Fue Presidente honorario de la Asociación Argentina de Derecho Constitucional

## Obras y premios
Fue director del Cuaderno de Federalismo  desde 1988 a 2006 y autor de los proyectos de Constitución de Neuquén y del Chaco y asesoró en el de Tierra del Fuego.
Escribió numerosos artículos periodísticos y más de 20 libros, entre los que se encuentran:
- El ordenamiento legal de los partidos políticos (1944)
- El federalismo argentino, introducción al derecho público provincial (1980)
- La reforma de las constituciones provinciales (1985, en colaboración)
- Una experiencia diplomática en Bélgica, la Santa Sede y la Mediación Papal (1999)
- Protagonistas de un siglo que pasó (2001)
- Aspectos fiscales y económicos del federalismo argentino (2008, en colaboración)

Recibió Premios Konex en 1996, diploma al mérito en Derecho Constitucional y 1994, Diploma al Mérito en el rubro Ensayo Político.
Falleció en Córdoba el 2 de abril de 2011 y sus restos fueron velados en la Academia Nacional de Derecho de Córdoba.